# روجر سواريز
روجر سواريز ساندوفال (بالإسبانية: Roger Suárez) (مواليد 2 أبريل 1977 في سانتا كروز) لاعب كرة قدم بوليفي دولي يجيد اللعب في خط الهجوم . يلعب حاليا لصالح نادي بلومينغ البوليفي من سنة 2009 .

## مسيرته الكروية
لعب روجر سواريز خلال مسيرته الاحترافية مع 8 أندية في تسعة عشر موسمًا وسجل خلالها 63 هدفًا ضمن 251 مباراة. حيث فاز في خمسة مواسم بالكأس وفي ثلاثة مواسم بالدوري.
خاض روجر سواريز مسيرته مع أورينتي بيتروليرو في موسم 1996 في المرة الأولى ليلعب معه ستة مواسم ثم في موسم 2005 واستمر معه طيلة ثلاثة مواسم ثم في عامي 2007-2009 ولمدة موسمين، مشاركًا طوالها في 166 مباراة سجل خلالها 48 هدفًا. ثم انتقل إلى نادي بوليفار ما بين عامي 2004 و2005 لمدة موسم واحد، حيث شارك في 31 مباراة سجل خلالها 11 هدفًا. لينتقل بعدها إلى Universitario de Sucre ‏ ما بين عامي 2006 و2007 لمدة موسم واحد، مشاركًا في مباراة ولم يسجل أي هدف. ثم انتقل إلى نادي أتليتيكو ألدوسيفي في موسم 2006–07 لمدة موسم واحد، مشاركًا في 9 مباريات ولم يسجل أي هدف أيضًا. هذا وانتقل لاحقًا إلى نادي بلومينغ في عامي 2009-2011 ولمدة موسمين، مشاركًا في 24 مباراة سجل خلالها هدفًا واحدًا. ثم انتقل بعدها إلى نادي سان خوسيه ما بين عامي 2011 و2012 لمدة موسم واحد، مشاركًا في 11 مباراة سجل خلالها هدفًا واحدًا أيضًا.

## روابط خارجية
- روجر سواريز على موقع الاتحاد الدولي (مؤرشف)  (الإنجليزية)
- روجر سواريز على موقع إي إس بي إن إف سي (الإنجليزية)
- روجر سواريز على موقع قاعدة بيانات كرة القدم.إي يو (الإنجليزية)
- روجر سواريز على موقع ناشيونال فوتبول تيمز (الإنجليزية)
- روجر سواريز على موقع Soccerway.com (الإنجليزية)
- روجر سواريز على موقع عالم كرة القدم.نت (الإنجليزية)